# 宮浦インターチェンジ
宮浦インターチェンジ（みやうらインターチェンジ）は、佐賀県三養基郡基山町大字宮浦にある鳥栖筑紫野道路のインターチェンジである。

## 案内板
- 宮浦出口

## 道路
- 鳥栖筑紫野道路

## 接続する道路
- 佐賀県道300号基山公園線

## 周辺
- 基山町役場
- 基山駅
- 瀧光徳寺
- 見真幼稚園
- 基山(基肄城跡)
- 荒穂神社

## 隣
鳥栖筑紫野道路
園部IC - 宮浦IC - 城戸IC